# Carnevale delle culture

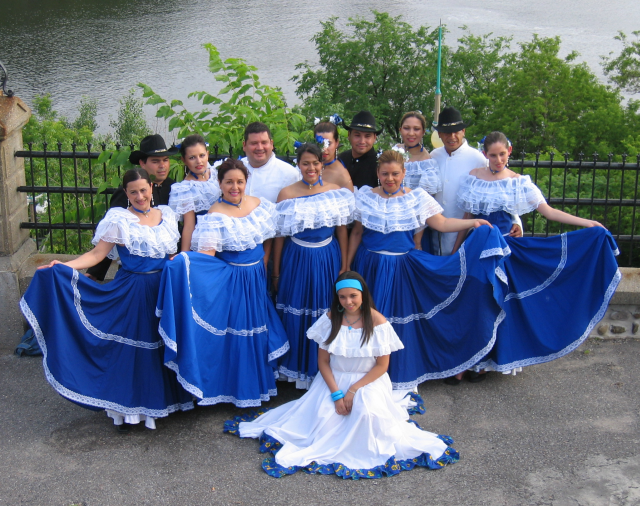
Carnival of Cultures performers

Il carnevale delle culture (in tedesco: Karneval der Kulturen) è una particolare manifestazione multiculturale del carnevale che ha luogo a Berlino durante il periodo estivo dell'anno.

## Le origini
Berlino è la città tedesca con il numero più alto di stranieri (circa 440.000) e per questo motivo il dialogo e l'integrazione tra culture diverse è un importante tema di una città interculturale ed un elemento fondamentale per una buona convivenza.
Per rispondere a questa necessità l'Assessorato agli affari Esteri, oggi rinominato Assessorato all'immigrazione e integrazione, sancì nel 1993 dei fondi di investimento destinati allo sviluppo di un progetto al fine di promuovere il dialogo interculturale.
In questo modo nasce l'officina delle culture (Werkstatt der Kulturen), anche nota come workshop delle culture, una istituzione atta a rispondere alla necessità del dialogo, dell'integrazione dell'incontro tra culture diverse: una "officina integrativa". 
La funzione di tale istituzione è un'operazione socio-politica piuttosto che artistica. Di fatto le finalità creative sono dedite alla crescita, alla coesione sociale e alla democratizzazione dello scenario culturale. Per tale motivo l'ambito di azione viene classificato come Soziokultur (socio-cultura) che differisce storicamente dalla Kultur (cultura alta). 
L'officina delle culture inaugura il progetto carnevale delle culture nel 1993 a Berlin/Neukölln, esso si basa sull'idea di luogo condiviso nel quale persone di diverse nazionalità, cultura e religione si possono incontrare e dialogare insieme. Questa iniziativa prende forma di un carnevale della durata di un paio di giorni, nei quali vengono costituite una fiera all'aperto e un'imponente sfilata per i quartieri della città.

## Il confronto europeo
Il carnevale della cultura berlinese è simile ai nuovi carnevali europei come ad esempio il carnevale di Notting Hill a Londra o lo Zomercarnaval di Rotterdam, ma per il numero dei paesi, per il gran numero di visitatori e per la grande varietà culturale dei partecipanti, il carnevale delle culture costituisce un insieme unico nel suo genere. 
Questa iniziativa è stata accolta molto bene sia a livello comunale che extra comunale, basti pensare che nel 2004 ha attratto circa 2 milioni di visitatori e con un totale di 5.000 partecipanti in maschera. 
Il Carnevale è un simbolo multiculturale della città, esso mostra la ricchezza che deriva dall'incontro tra le differenze culturali e rappresenta un'occasione per le comunità autoctone e/o provenienti da altre parti del mondo di raccontarsi.
Il progetto esprime anche la volontà di mettere in relazione il patrimonio culturale con le diversità culturali ragionando tra problematiche come tradizione e modernità, passato e integrazione. 
Berlino, a sua volta, sfoggia in quest'occasione la sua veste di metropoli aperta, attenta all'integrazione delle minoranze e degli stranieri, e di capitale della cultura.
L'Officina delle culture e la Casa delle culture del mondo rappresentano le due più importanti istituzioni berlinesi atte allo sviluppo ed al sostegno delle politiche per la diversità culturale e per una società interculturale.